# Städtische Musikschule Aschaffenburg
Die Städtische Musikschule Aschaffenburg ist eine der ältesten Musikschulen Deutschlands.

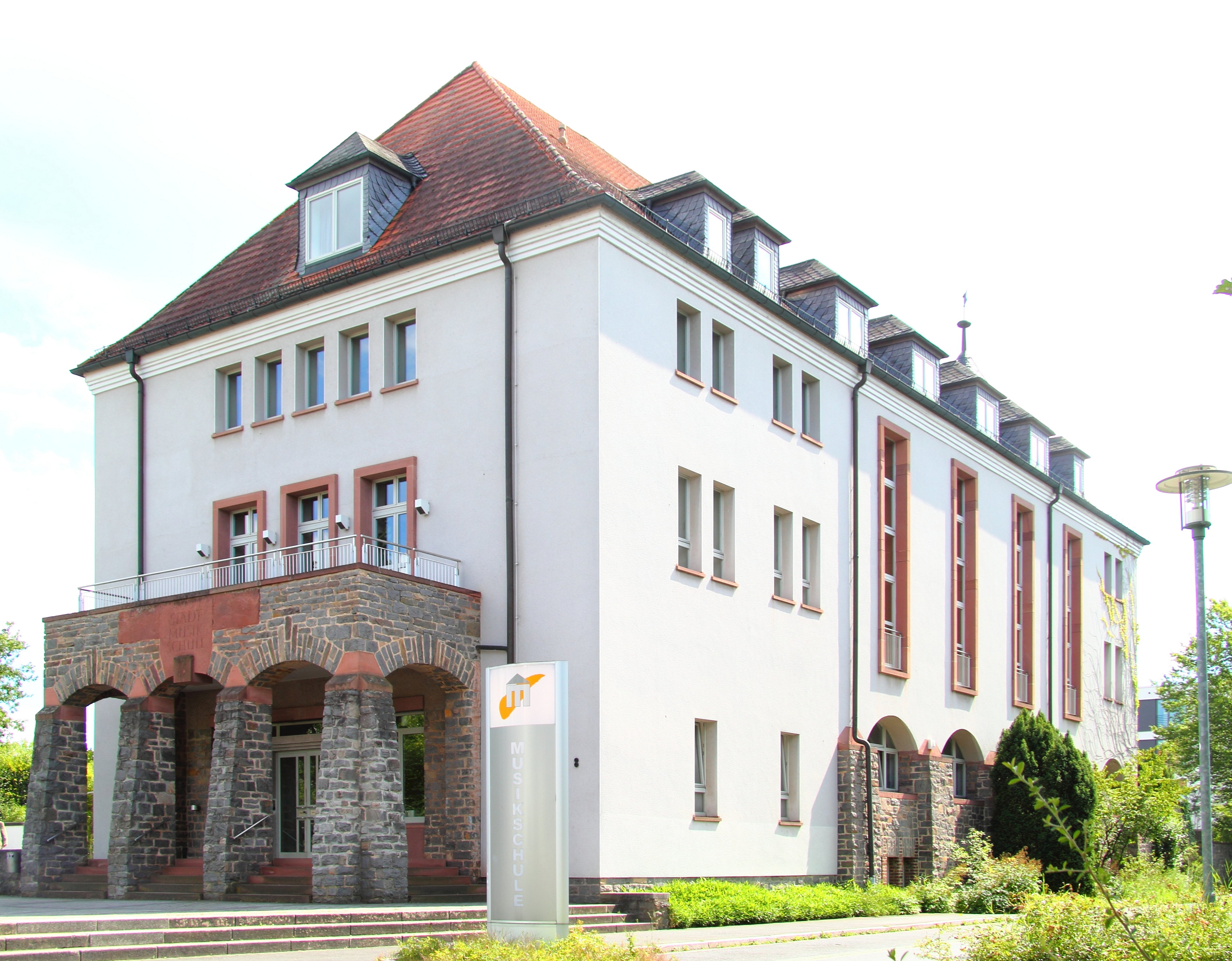
Städtische Musikschule Aschaffenburg, Gebäude in der Kochstraße

## Geschichte
Die Schule wurde im Jahre 1810 von Kurfürst Carl Theodor von Dalberg als Bürgermusikschule eröffnet. Zwischen 1905 und 1939 war sie im Stadttheater untergebracht und verfügte mit dem dortigen Deutschhaussaal über ein Konzert-Podium. Bedeutende Musiker des 20. Jahrhunderts wie Paul Hindemith, Hans Pfitzner und Max Reger konzertierten hier.
Nach dem Krieg nahm die Musikschule 1959 unter Dr. Karl Friedrich Leucht den Unterricht wieder auf; als Unterrichtsräume dienten die Schulen der Stadt.
Das Ereignis des 200. Geburtstages 2010 wurde mit einer Ausstellung, über 100 Vorspielen und Konzerten – darunter ein Auftritt in der Schöntalruine – gefeiert.
Heute finden noch Unterrichtsveranstaltungen, neben dem Haus in der Kochstraße, in insgesamt acht Räumlichkeiten in ganz Aschaffenburg statt. Die Musikschule hat heute (2013) über 1.500 Schüler, alleine die Zweigstelle Großostheim, die sich 1989 der Schule anschloss, hat 350 Schüler.

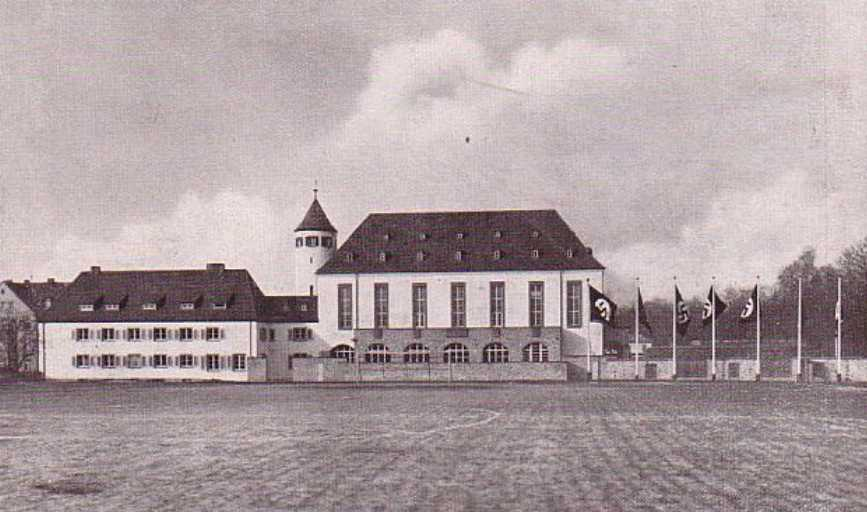
HJ-Heim erbaut 1934/35 von Otto Leitolf

## Gebäude
Das Gebäude, vor dem Krieg nach Art einer mittelalterlichen Burg mit zyklopischem Mauerwerk als „Hitlerjugendheim“ nach Plänen von Otto Leitolf erbaut, beherbergte nach 1945 das Städtische Kinderheim (im Krieg zerstört). Im Jahre 1982 nach umfassenden Umbaumaßnahmen zog die Städtische Musikschule Aschaffenburg ein. Im Haus in der Kochstraße stehen 21 Unterrichtsräume und ein Konzertsaal mit 182 Sitzplätzen zur Verfügung. Hier ist auch eine bedeutende Musikbibliothek untergebracht.

## Leiter der Musikschule
- Dr. Karl Friedrich Leucht (Wiederaufnahme des Unterrichts 1959)
- Burkard Fleckenstein (1984–2000) ab 2000 Kulturamtsleiter der Stadt Aschaffenburg.
- Ulrike Goldau (2000–2005)
- Stefan Claas (2006–2011)
- Martin Oberhofer (seit 2012)

## Jugend musiziert
Schüler der Städtischen Musikschule Aschaffenburg nehmen regelmäßig am Wettbewerb Jugend musiziert teil und gewinnen auch überregional Preise.